# Оти (область)
Оти (англ. Oti Region) — одна из 16 областей Ганы, административно-территориальная единица первого уровня. Расположена северо-восточнее водохранилища Вольта, вдоль границы Того. Административный центр — Дамбай.
Граничит с Северной областью и Саванной на севере, Того на востоке, Вольтой на юге и Боно-Ист на западе.
После обретения независимости Ганы от Великобритании 6 марта 1957 года, территория бывшей колонии Британское Того стала административной единицей. В 1959 году южные районы Британского Того вошли в состав созданной области Вольта, а северные — в состав Верхней и Северной областей.
27 декабря 2018 года был проведён референдум, по результатам которого область Бронг-Ахафо разделена на области Боно, Боно-Ист и Ахафо, из Северной области выделены области Норт-Ист и Саванна, из области Вольта — Оти, из Западной области — Вестерн-Норт. Создание новых областей стало выполнением предвыборного обещания Новой патриотической партии перед всеобщими выборами в Гане 7 декабря 2016 года, на которых партия одержала победу. Лидер партии Нана Акуфо-Аддо стал президентом по результатам этих выборов. Новый президент создал министерство реорганизации и развития областей. Новые области созданы 13 февраля 2019 года.